# Wahlenbergia oocarpa
Wahlenbergia oocarpa är en klockväxtart som beskrevs av Otto Wilhelm Sonder. Wahlenbergia oocarpa ingår i släktet Wahlenbergia och familjen klockväxter. Inga underarter finns listade i Catalogue of Life.